# Utbildning i Minnesota
Utbildning i Minnesota innebar då Minnesota 1858 blev en av USA:s delstater att bland det första som gjordes var att öppna en lärarutbildningsinstitution i Winona, First State Normal School of Minnesota. Den 1858 grundade institutionen är numera ett universitet och heter Winona State University.
1885 kom en lag som krävde att alla barn i Minnesota i åldrarna 8-16 år gick i skolan 12 veckor per år.
Senare utökades skolplikten till att gälla för åldrarna 7-17 år, och från år 2000 7-18 år.